# Behind the Iron Curtain
Behind the Iron Curtain är en video med den brittiska heavy metal-gruppen Iron Maiden som släpptes i april 1985.
Filmen som är cirka 38 minuter lång är inspelad under World Slavery Tour 84/85 då Iron Maiden blev det första heavy metal-bandet som spelade bakom den så kallade järnridån, i de kommunistiska länderna i östblocket under kalla kriget. Därav fick videon sitt namn Behind the Iron Curtain.
Mellan låtarna på videon ser man bandet diskutera med sina fans. Bruce Dickinson talar till exempel med ett fan om huruvida man kan använda synthar i heavy metal.
Låtarna "Aces High" och "2 Minutes to Midnight" filmades i Hannover, Tyskland den 4 augusti, 1984. "Hallowed Be Thy Name" och "Run To The Hills" spelades in i Polen.

## Låtlista
1. Aces High (Harris)
2. Hallowed Be Thy Name (Harris)
3. 2 Minutes to Midnight (Smith, Dickinson)
4. Run to the Hills (Harris)

## Banduppsättning
- Steve Harris - bas
- Bruce Dickinson - sång
- Adrian Smith - gitarr
- Dave Murray - gitarr
- Nicko McBrain - trummor